# 奧列列齊
48°28′7″N 25°25′24″E / 48.46861°N 25.42333°E
奧列列齊（烏克蘭語：Орелець），是烏克蘭西部的村莊，隸屬伊萬諾-弗蘭科夫斯克州的科洛梅亞區。該村始建於1373年，面積9平方公里，2001年人口795，人口密度每平方公里88.3人。